# Caulanthus hallii
Caulanthus hallii är en korsblommig växtart som beskrevs av Edwin Blake Payson. Caulanthus hallii ingår i släktet Caulanthus och familjen korsblommiga växter. Inga underarter finns listade i Catalogue of Life.